# Blondie (serie televisiva 1968)
Blondie  è una serie televisiva statunitense in 13 episodi trasmessi per la prima volta nel corso di una sola stagione dal 1968 al 1969.
È una sitcom, remake della serie televisiva Blondie trasmessa sulla NBC nel 1957 e basata a sua volta sul fumetto Blondie e Dagoberto (Blondie). È incentrata sulle vicende della famiglia Bumstead, composta dai due coniugi Dagwood Bumstead e Blondie, la casalinga indaffarata che dà il titolo alla serie.

## Personaggi e interpreti
- Blondie (13 episodi, 1968-1969), interpretata da Patricia Harty.
- Dagwood Bumstead (13 episodi, 1968-1969), interpretato da Will Hutchins.
- Cookie (13 episodi, 1968-1969), interpretato da Pamelyn Ferdin.
- Alexander (13 episodi, 1968-1969), interpretato da Peter Robbins.
- Mr. Dithers (13 episodi, 1968-1969), interpretato da Jim Backus.
- Mrs. Cora Dithers (2 episodi, 1968), interpretata da Henny Backus.
- Buck Watermeyer (2 episodi, 1968), interpretato da Cliff Norton.

## Produzione
La serie, ideata da Chic Young, fu prodotta da King Features Syndicate, Universal TV e Kayro Productions Le musiche furono composte da Bernard Green.

### Registi
Tra i registi della serie sono accreditati:
- Norman Abbott in un episodio (1968)

### Sceneggiatori
Tra gli sceneggiatori della serie sono accreditati:
- Gary Belkin in 13 episodi (1968-1969)
- Chic Young in 13 episodi (1968-1969)

## Distribuzione
La serie fu trasmessa negli Stati Uniti dal 26 settembre 1968 al 9 gennaio 1969 sulla rete televisiva CBS.

## Episodi
| Stagione       | Episodi | Prima TV USA | Prima TV Italia |
| -------------- | ------- | ------------ | --------------- |
| Prima stagione | 16      | 1968-1969    |                 |